# Circuit intégré 7430

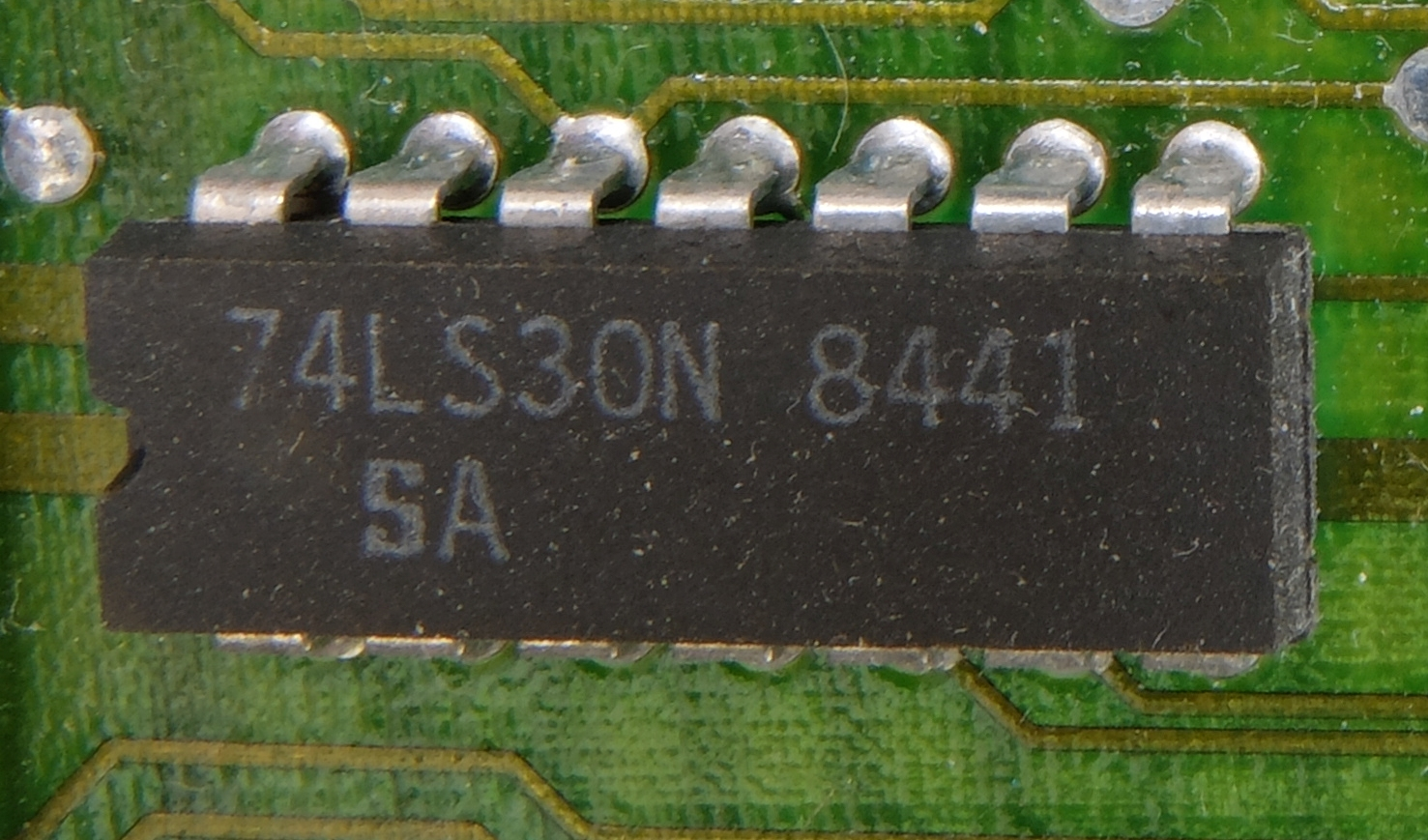
Circuit intégré 7430 (Signetics 74LS30N)

Die d'un 54S30

Le circuit intégré 7430 fait partie de la série des circuits intégrés 7400 utilisant la technique TTL.

Ce circuit est composé d'une porte logique NON-ET à huit entrées.